# Tefrosina
La tephrosina es un rotenoide con la fórmula C23H22O7. Es un veneno natural de los peces que se encuentra en las hojas y semillas de Tephrosia purpurea y T. vogelii.